# Theresienmesse

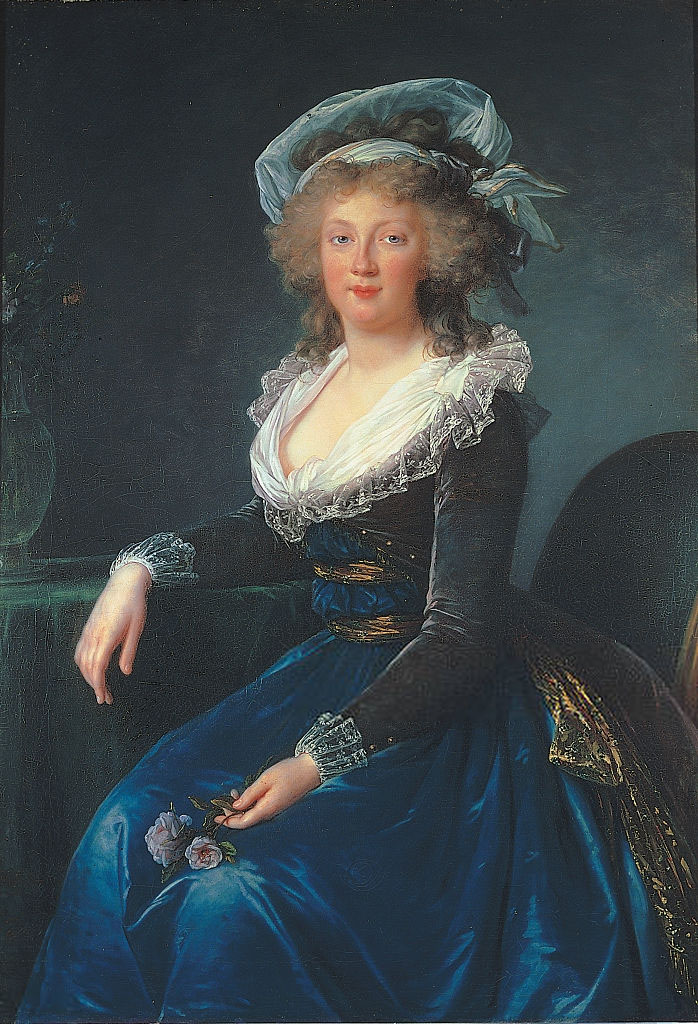
Marie-Thérèse de Bourbon-Naples

La Theresienmesse (en français : Messe de Thérèse), est l'une des quatorze messes composée par Joseph Haydn. 
Elle date de 1799. Elle a été écrite après la Missa in tempore belli (1796) et la Missa in Angustiis (1798) mais est moins souvent exécutée que ces dernières. Le quatuor de solistes est quasi omniprésent en alternance ou en fusion avec le chœur et l'orchestre.